# Tryfon Pieczenski
Tryfon Pieczenski, imię świeckie Mitrofan (ur. 1495 w guberni nowogrodzkiej, zm. 15 grudnia 1583 na Półwyspie Kolskim) – święty mnich prawosławny.
Od młodości pragnął wstąpić do stanu duchownego. Z własnej inicjatywy postanowił zostać misjonarzem na terenach zamieszkiwanych przez pogański lud Lapończyków; nauczył się ich języka i zbudował dla siebie pustelnię na Półwyspie Kolskim. Jego działalność przyczyniła się do nawrócenia znacznej liczby Lapończyków. W 1532 w dotychczasowym miejscu swojego przebywania późniejszy święty wzniósł cerkiew Trójcy Świętej i założył przy niej klasztor pod tym samym wezwaniem (data złożenia przez niego samego ślubów monastycznych jest nieznana). Według tradycji posiadał moc czynienia cudów i wydawania poleceń zwierzętom. Po sformowaniu się wspólnoty monastycznej zrezygnował jednak z funkcji jej przełożonego i pozostał zwykłym mnichem, oddając zadania przełożonego jednemu ze swoich uczniów.
Zmarł w monasterze w 1583. Na ikonach ukazywany jest w szatach zakonnych ze zwojem pisma w rękach.